# 군사박물관역
군사박물관역(중국어: 军事博物馆站, 병음: Jūnshì Bówùguǎn Zhàn 쥔스보우관잔[*])은 중국 베이징시 하이뎬 구 양팡뎬 가도(羊坊店街道)의 푸싱로·양팡뎬로·군박 서로 교차로에 위치한 베이징 지하철 베이징 지하철 1호선과 9호선의 환승역이다. 1호선 역 번호는 111이다. 1969년 10월 1일에 1호선 1단계 개통과 함께 개장되었다. 2012년 8월 15일 9호선 군사박물관역의 본선이 완공되었으나, 공사 기간의 영향으로, 2012년 말 9호선 북부 구간이 개통되었음에도, 9호선 군사박물관역이 개장되지 못했다. 2013년 12월 21일부터, 9호선 승강장과의 환승통로 개통과 함께 정식 운영을 시작했다. 이전까지는, 9호선 열차는 무정차 통과하였다.

## 위치
군사박물관역은 중국인민혁명 군사박물관(中国人民革命军事博物馆)의 남쪽에 위치해 있다. 1호선 역은 푸싱로(复兴路)를 따라 동서로, 9호선 역은 1호선 역의 서쪽 끝의 푸싱 로와 쥔보시 로(军博西路)-양팡뎬 로(羊坊店路)의 교차점에서 남북으로 배치되었으며, 두 노선의 역은 "T" 자 모양으로 형성되었다.
역 주변에는 중국 인민 혁명 군사 박물관, 중국 유색공정 설계연구원(中国有色工程设计研究院), 중국철도총공사(中国铁路总公司), 중화세기단(中华世纪坛), 중국중앙텔레비전(中央电视台) 구 사옥, 미디어 센터(梅地亚中心)가 있다.

## 역 구조
군사박물관 9호선 역은 1호선 끝 아래에 위치하는데, 1호선 역의 서쪽 끝은 9호선 역의 중심에 가깝고, 1호선 역은 지하 2층에, 9호선 역은 지하 3층에 있다. 환승 홀은 지하 1층에 있으며, 두 노선 역 간의 환승홀+환승 통로를 통해 환승된다. 9호선의 2개 종착역 간으로 이어지는 남북간 두 경로로 각 통하는 환승 통로가 있으며, 각 환승 통로에는 1호선 역 동서 양쪽 끝의 역 대합실을 따로 연결하는 두 개의 연결 통로가 있다. 1호선의 군사박물관역이 환승 조건을 염두에 두지 않고 건설되어, 다른 환승 통로를 구축해야 했고, 1호선과 9호선의 환승 거리가 멀다.
1호선과 9호선의 환승시, 승객은 9호선 역에서 환승 홀의 환승 통로를 통해 1호선으로 들어가거나, 1호선 역에서 9호선 환승 홀까지 간후 9호선 승강장으로 내려간다. 혼잡이 예상되는 시기에는 남쪽과 북쪽의 상호 환승 경로에 방향 표지판을 추가함으로써, 편도 순환 환승 패턴을 형성한다.

### 층별 구조
| 지면     | 출입구                          | A–H 출입구                                                               |
| 지하 1층 | 1호선 대합실                    |                                                                          |
| 지하 1층 | 환승 통로                       | 1호선->9호선 환승 통로                                                   |
| 지하 2층 | 9호선 대합실                    |                                                                          |
| 지하 2층 | 환승 통로                       | 9호선->1호선 환승 통로                                                   |
| 지하 2층 | ←                               | ■ 1호선 핑궈위안 방면 (궁주펀)                                           |
| 지하 2층 | 섬식 승강장, 왼쪽 출입문이 열림 |                                                                          |
| 지하 2층 | →                               | ■ 1호선 유니버설리조트 방면 (바퉁선) (무시디)                            |
| 지하 3층 | ←                               | ■ 9호선 일반열차 / ■ 팡산선 직통열차 국가도서관 방면 (바이두이쯔)        |
| 지하 3층 | 섬식 승강장, 왼쪽 출입문이 열림 |                                                                          |
| 지하 3층 | →                               | ■ 9호선 일반열차 궈궁좡 방면 / ■ 팡산선 직통열차 옌춘둥 방면 (베이징 서) |

군사박물관역의 9호선 대합실 벽면에는 《손자병법(孙子兵法)》의 고전 문구가 장식되어 있어, 군사박물관 역명의 이름에 충족하고 있다.

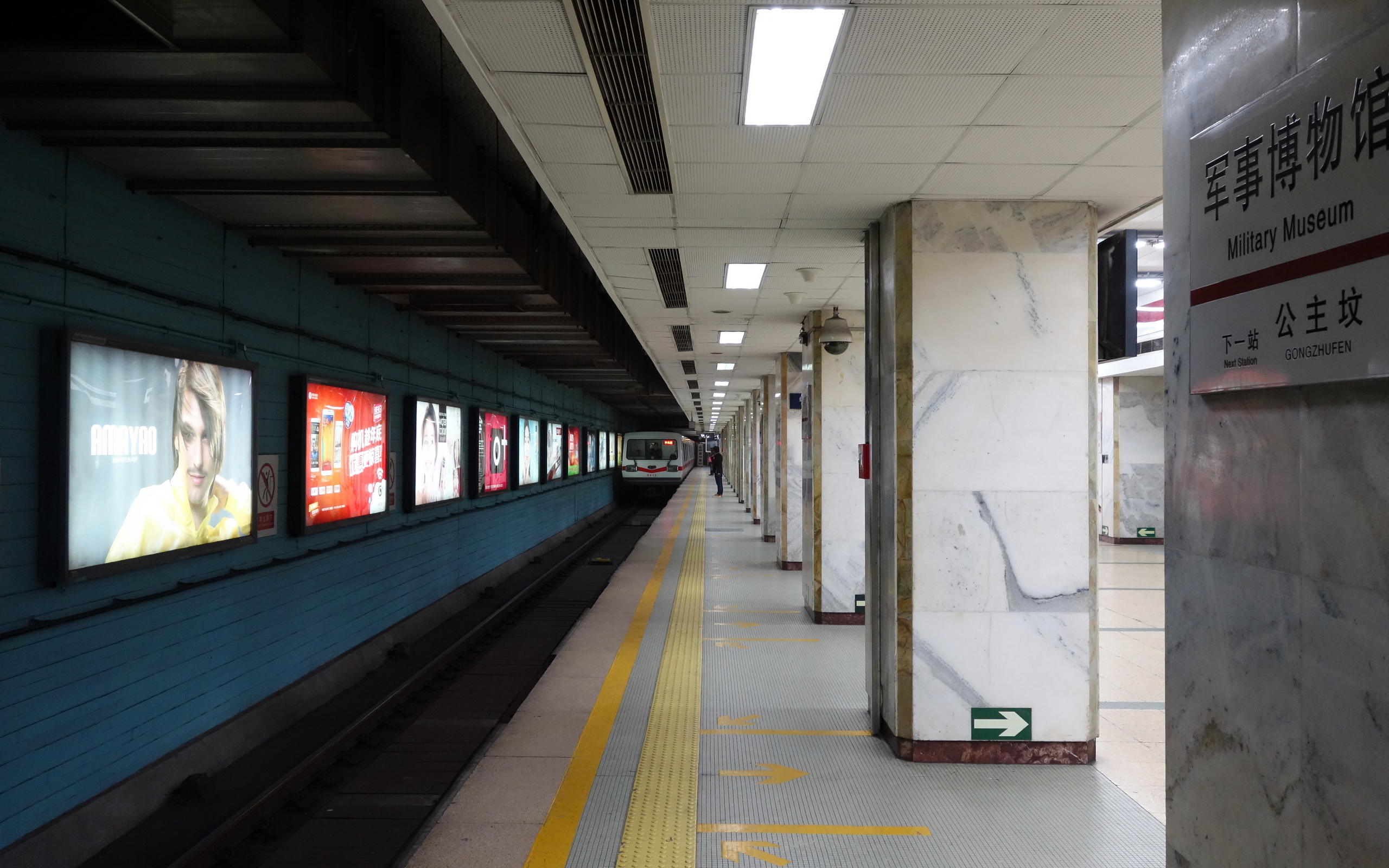
1호선 승강장
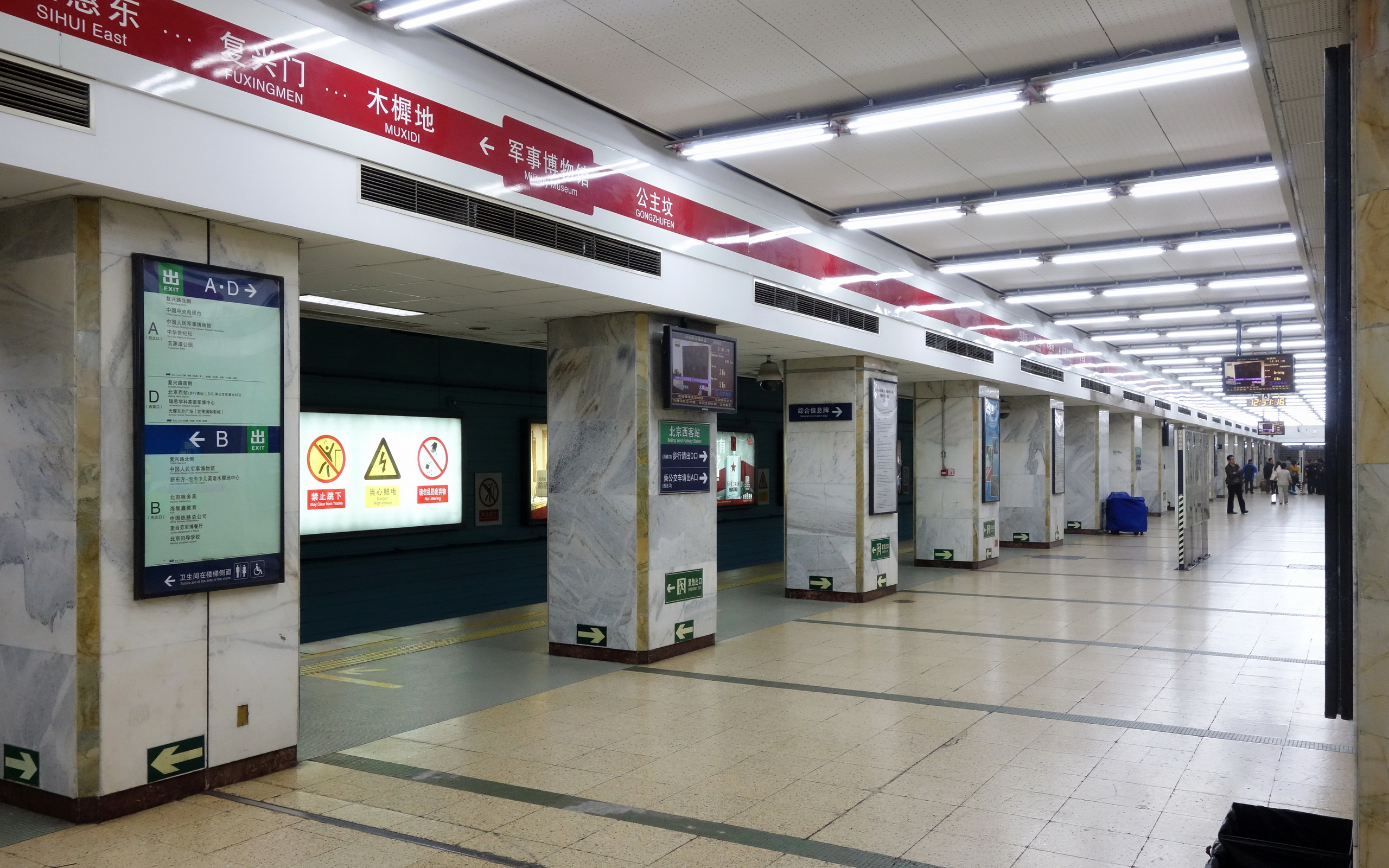
1호선 승강장
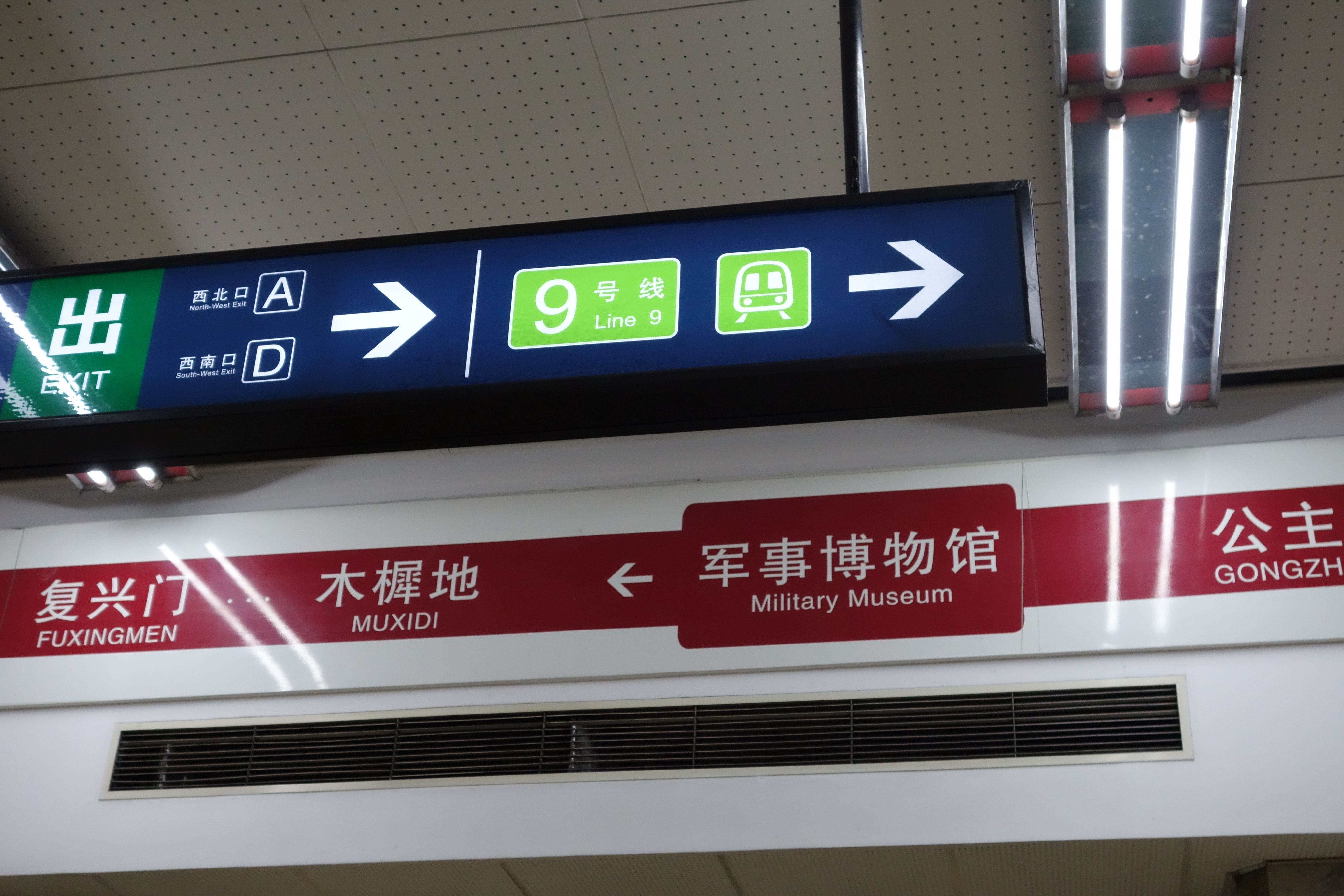
1호선 승강장의 역명판과 환승 안내 표지판
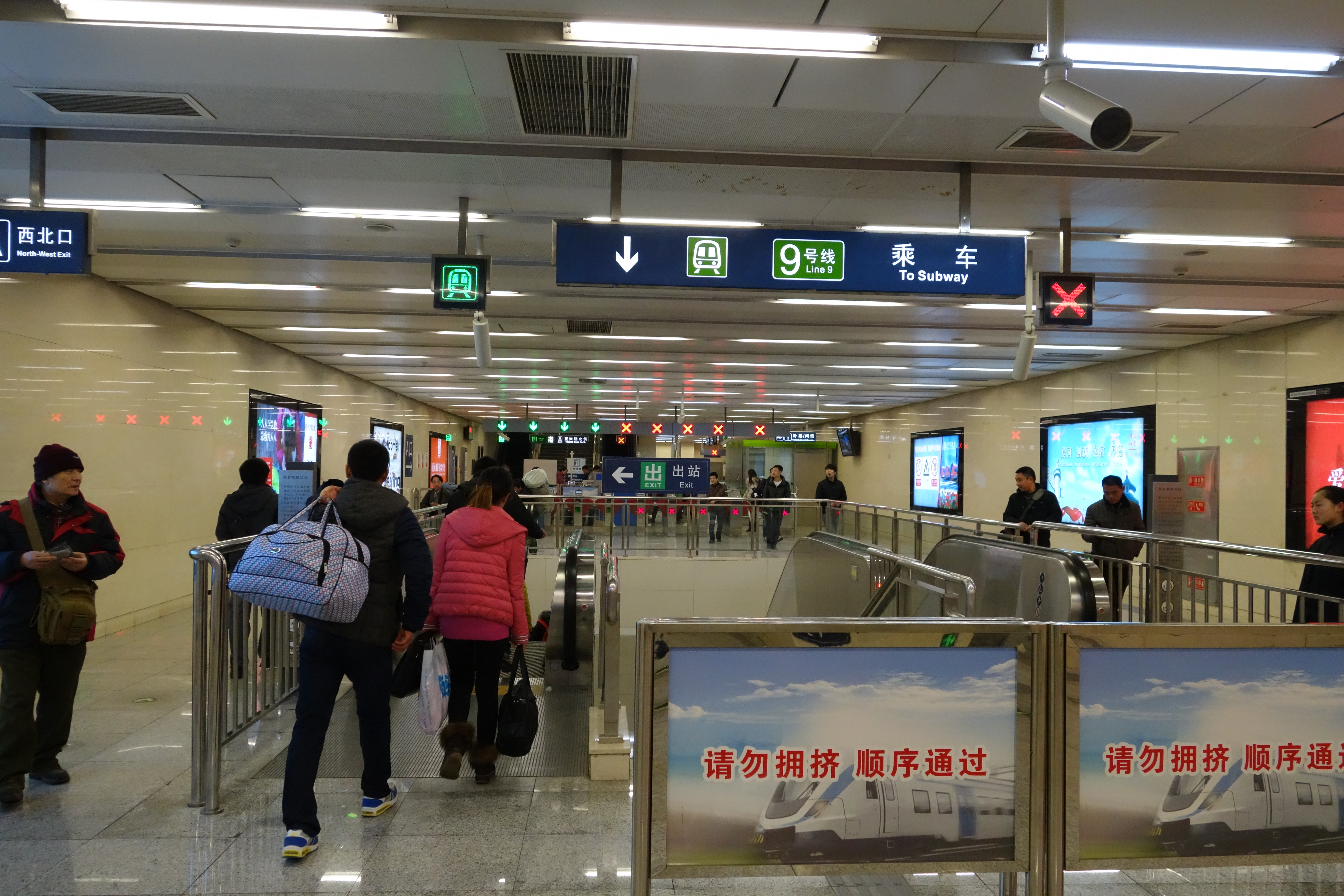
군사박물관역 1호선-9호선 환승 통로
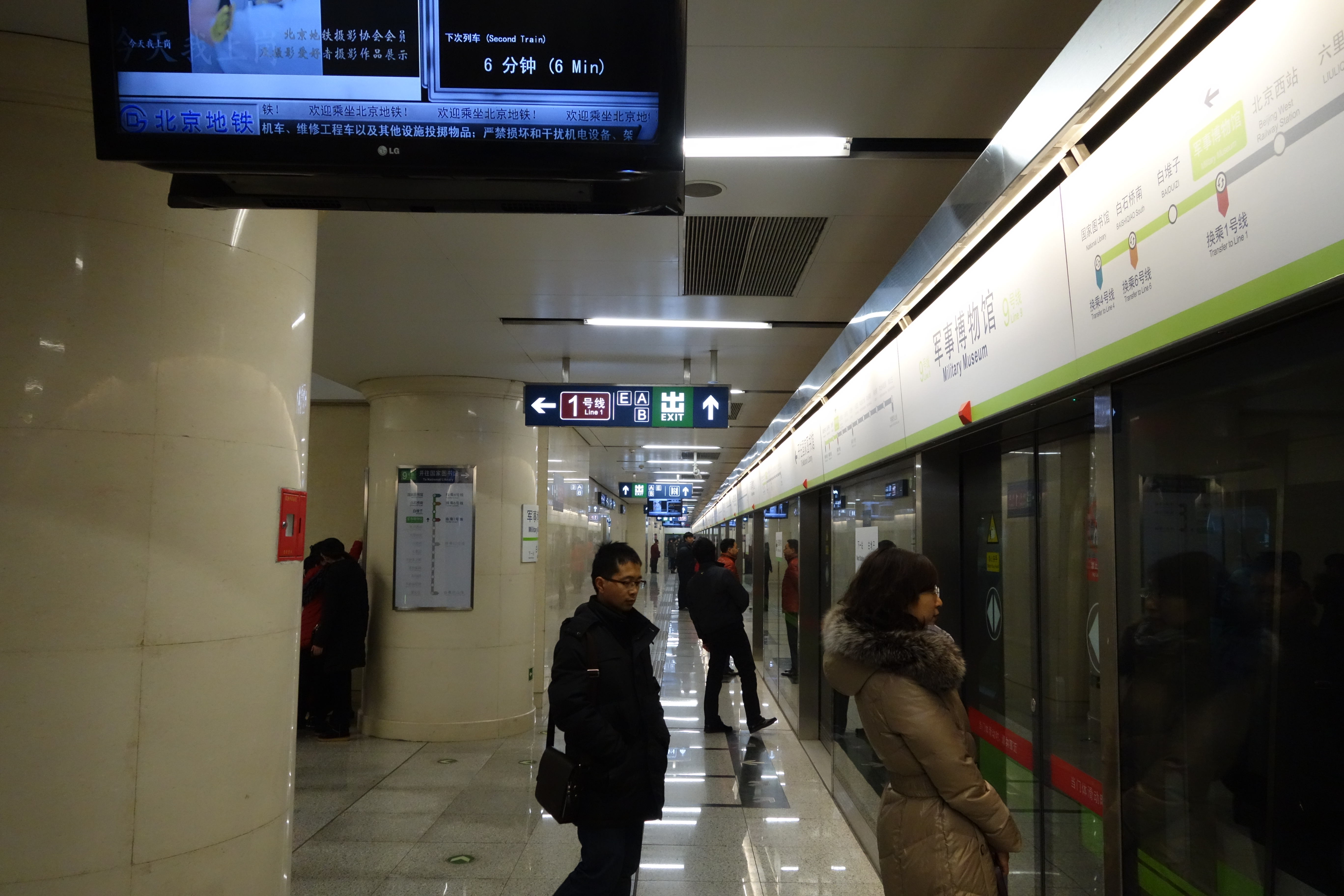
9호선 승강장
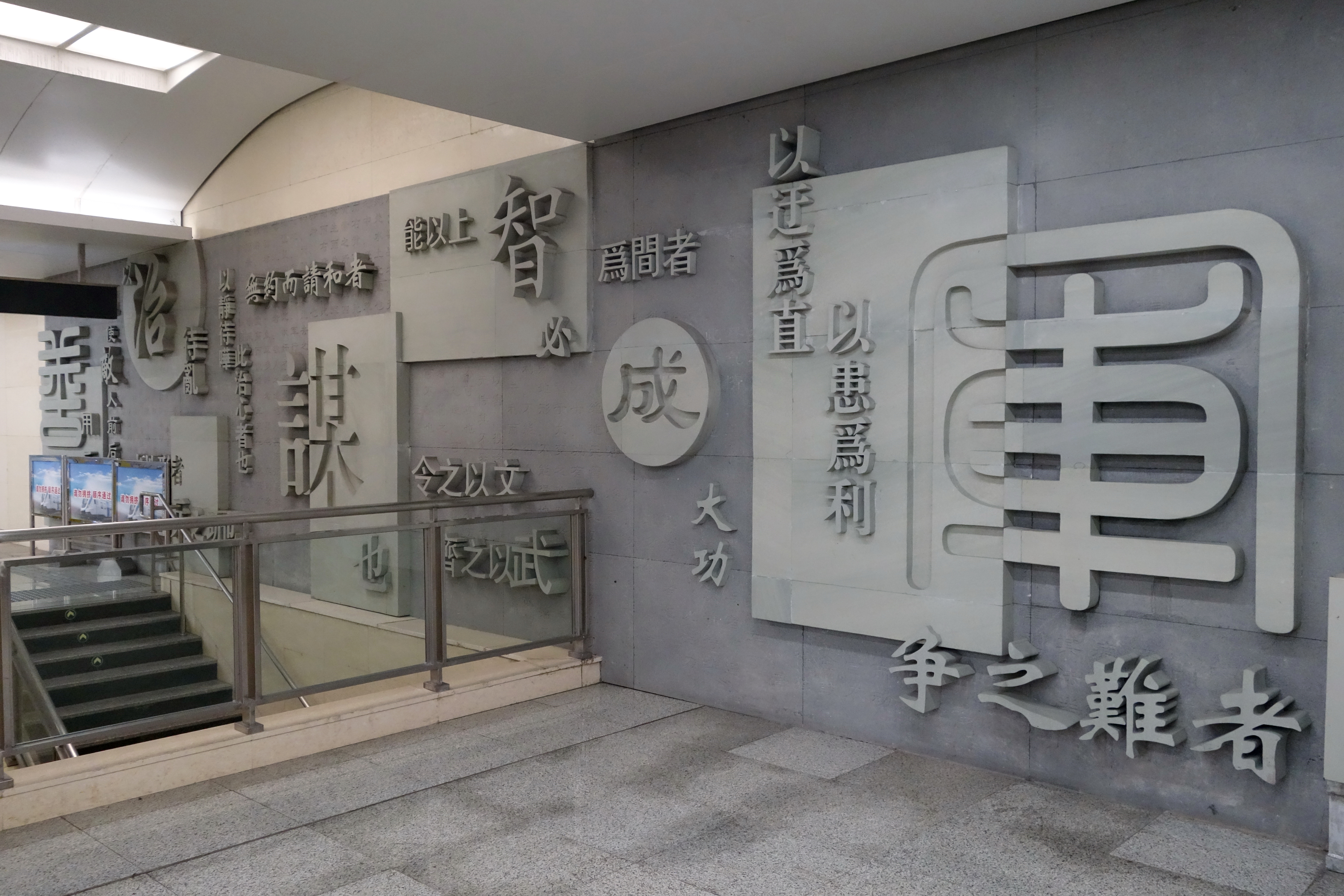
9호선 역내 《손자병법(孙子兵法)》 테마 벽면 장식

## 출구

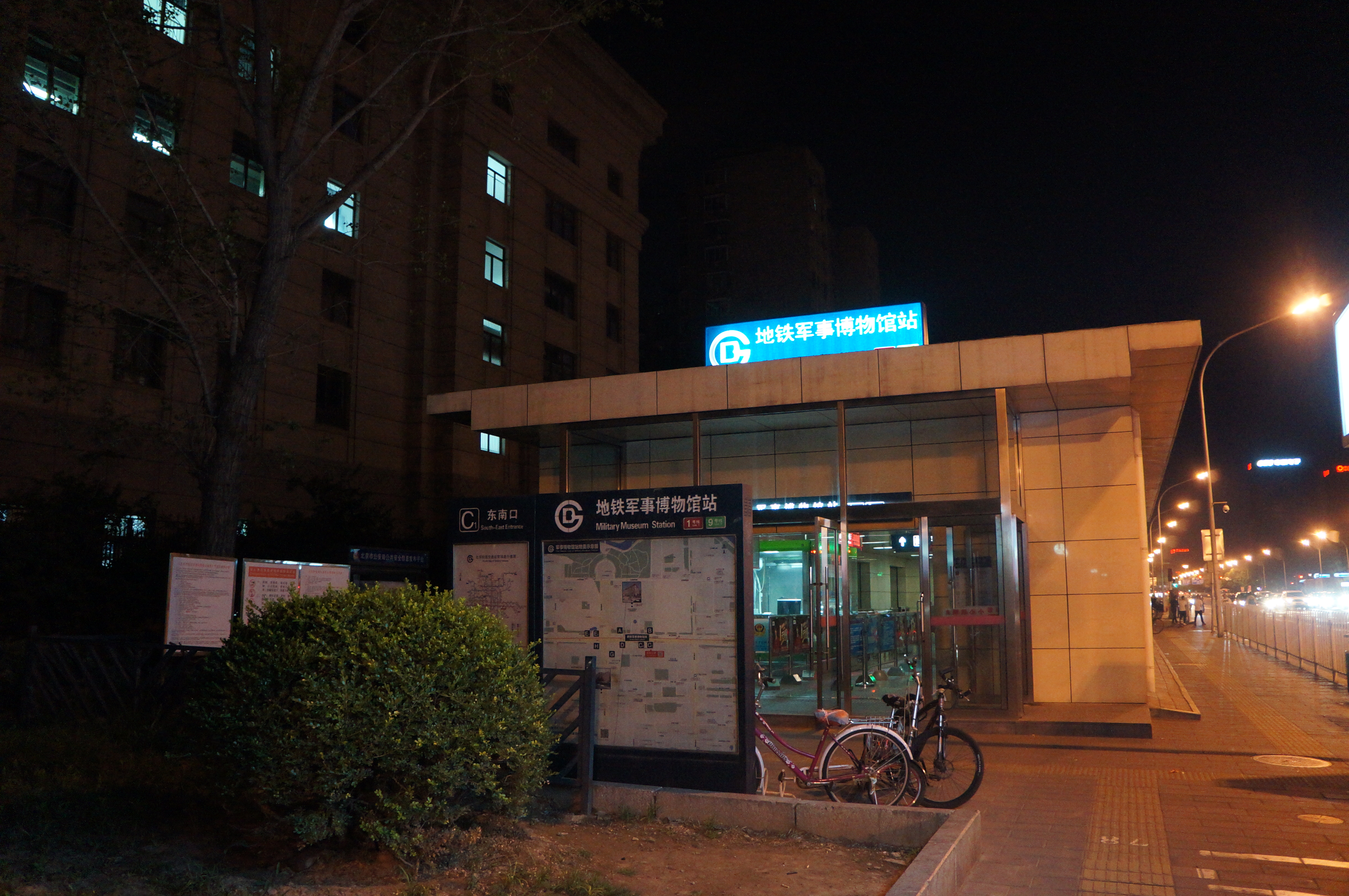
군사박물관역 C1 출구, 중국철도총공사 본사의 왼쪽에 위치한다.

군사박물관역은 총 9개의 출구가 있다. E1/E2, A, B 출구는 푸싱 로의 북쪽에, H,D,C1/C2 출구는 푸싱 로 남쪽에 위치하며, G 출구는 양팡뎬 로의 동쪽에 위치한다. 인근의 징시 호텔(京西宾馆)로 인해, H 출구는 수년간 폐쇄되었다.
| 출구                                 | 출구 인근                                            |
| ------------------------------------ | ---------------------------------------------------- |
| 出口 · A                             | 중화세기단, 미디어 센터, 중국인민혁명 군사박물관     |
| 出口 · B                             | 중국인민혁명 군사박물관                              |
| 出口 · C · 1                         | 중국철도총공사                                       |
| 出口 · C · 2                         | 중국 유색공정 설계연구원                             |
| 出口 · D                             | 중국 유색공정 설계연구원                             |
| 出口 · E · 1                         | 중국중앙텔레비전 컬러TV센터                          |
| 出口 · E · 2                         | 중국중앙텔레비전 컬러TV센터, 미디어 센터, 중화세기단 |
| 出口 · G                             | 언페이 과학기술 빌딩, 베이징 위위안탄 중학           |
| 出口 · H                             | 징시 호텔                                            |
| 아이콘 설명: 경사로 \| 휠체어 리프트 |                                                      |

## 운영
베이징 지하철 9호선 군사박물관역이 개장하지 않을 당시, 1호선에서 환승할 승객은 역을 나와 베이징 서역으로 갈아타야 했다. 베이징 버스 320(이후 특18로 변경)과 베이징 버스 21이 한동안 군사박물관역과 베이징 서역 간의 셔틀 역할을 하였는데, 출고외에 호객용 “흑차(黑车)”가 오랫동안 불법적으로 운행해왔으며, 종종 부정적인 소식이 끊이질 않았다.2013년 12월 21일, 군사박물관역의 9호선 역이 신설되었고, 1호선과의 직접 환승이 가능해지면서, 1호선에서 환승할 승객은 역을 나오지 않고도 베이징 서역으로 갈수 있게 되었고, 역외의 흑차 역시 사라졌다.

## 인접역
| 베이징 지하철 1호선        | 베이징 지하철 1호선   | 베이징 지하철 1호선   |
| -------------------------- | --------------------- | --------------------- |
| 궁주펀 핑궈위안 방면       | ■ 베이징 지하철 1호선 | 무시디 쓰후이둥 방면  |
| 베이징 지하철 9호선        |                       |                       |
| 바이두이쯔 국가도서관 방면 | ■ 베이징 지하철 9호선 | 베이징 서 궈궁좡 방면 |